# Leevi Mutru
Leevi Mutru (ur. 16 maja 1995 w Asikkali) – fiński dwuboista klasyczny.

## Kariera
Po raz pierwszy na arenie międzynarodowej Mutru pojawił się w 2013 roku, startując na mistrzostwach świata juniorów w Libercu. Zajął tam piąte miejsce w sztafecie oraz 27. miejsce w zawodach metodą Gundersena. Na rozgrywanych dwa lata później mistrzostwach świata juniorów w Ałmaty był czwarty w sztafecie, jedenasty w Gundersenie i dziewiętnasty w sprincie.
W Pucharze Świata zadebiutował 29 listopada 2014 roku w Ruce, zajmując 57. miejsce w Gundersenie. Pierwsze pucharowe punkty wywalczył blisko dwa miesiące później, 11 stycznia 2015 roku w Chaux-Neuve, zajmując 30. miejsce w tej samej konkurencji. Sezon 2014/2015 zakończył na 68. pozycji w klasyfikacji generalnej. W 2015 roku wystartował na mistrzostwach świata w Falun, gdzie w startach indywidualnych plasował się w czwartej dziesiątce, a w sztafecie był dziewiąty.
W lutym 2024 roku ogłosił zakończenie kariery.

## Osiągnięcia

### Igrzyska olimpijskie
| Miejsce | Dzień     | Rok  | Miejscowość | Konkurencja           | Wynik zwycięzcy | Strata  | Zwycięzca       |
| ------- | --------- | ---- | ----------- | --------------------- | --------------- | ------- | --------------- |
| 31.     | 20 lutego | 2018 | Pjongczang  | Gundersen HS140/10 km | 23:52,5         | +3:25,8 | Johannes Rydzek |
| 6.      | 22 lutego | 2018 | Pjongczang  | Sztafeta HS140/4x5 km | 46:09,8         | +2:30,7 | Niemcy          |

### Mistrzostwa świata
| Miejsce | Dzień     | Rok  | Miejscowość      | Konkurencja           | Wynik zwycięzcy | Strata      | Zwycięzca          |
| ------- | --------- | ---- | ---------------- | --------------------- | --------------- | ----------- | ------------------ |
| 32.     | 20 lutego | 2015 | Falun            | Gundersen HS100/10 km | 26:38,9 min     | +2:50,0 min | Johannes Rydzek    |
| 9.      | 22 lutego | 2015 | Falun            | Sztafeta HS100/4x5 km | 44:20,7 min     | +4:08,0 min | Niemcy             |
| 35.     | 26 lutego | 2015 | Falun            | Gundersen HS134/10 km | 22:45,8 min     | +2:57,8 min | Bernhard Gruber    |
| 31.     | 24 lutego | 2017 | Lahti            | Gundersen HS100/10 km | 26:19,6 min     | +2:11,3 min | Johannes Rydzek    |
| 5.      | 26 lutego | 2017 | Lahti            | Sztafeta HS100/4x5 km | 47:57,3 min     | +1:17,7 min | Niemcy             |
| 23.     | 1 marca   | 2017 | Lahti            | Gundersen HS130/10 km | 26:41,6 min     | +2:33,5 min | Johannes Rydzek    |
| 21.     | 22 lutego | 2019 | Seefeld in Tirol | Gundersen HS130/10 km | 23:43,0 min     | +2:24,8 min | Eric Frenzel       |
| 10.     | 28 lutego | 2019 | Seefeld in Tirol | Gundersen HS109/10 km | 25:01,3 min     | +1:12,6 min | Jarl Magnus Riiber |
| 5.      | 2 marca   | 2019 | Seefeld in Tirol | Sztafeta HS109/4x5 km | 50:15,5 min     | +1:09,6 min | Norwegia           |

### Mistrzostwa świata juniorów
| Miejsce | Dzień       | Rok  | Miejscowość | Konkurencja           | Wynik zwycięzcy | Strata      | Zwycięzca          |
| ------- | ----------- | ---- | ----------- | --------------------- | --------------- | ----------- | ------------------ |
| 27.     | 23 stycznia | 2013 | Liberec     | Gundersen HS100/10 km | 24:51,0 min     | +2:34,8 min | Manuel Faißt       |
| 5.      | 26 stycznia | 2013 | Liberec     | Sztafeta HS100/4x5 km | 47:46,9 min     | +1:58,9 min | Niemcy             |
| 11.     | 4 lutego    | 2015 | Ałmaty      | Gundersen HS100/10 km | 25:54,2 min     | +1:20,2 min | Jarl Magnus Riiber |
| 19.     | 6 lutego    | 2015 | Ałmaty      | Gundersen HS100/5 km  | 12:21,8 min     | +1:58,1 min | Jarl Magnus Riiber |
| 4.      | 7 lutego    | 2015 | Ałmaty      | Sztafeta HS100/4x5 km | 48:41,4 min     | +3:00,8 min | Austria            |

### Puchar Świata

#### Miejsca w klasyfikacji generalnej
- sezon 2014/2015: 68.
- sezon 2015/2016: niesklasyfikowany
- sezon 2016/2017: 36.
- sezon 2017/2018: 47.
- sezon 2018/2019: 38.
- sezon 2019/2020: 44.
- sezon 2020/2021: 53.
- sezon 2021/2022: niesklasyfikowany
- sezon 2022/2023: 45.
- sezon 2023/2024: niesklasyfikowany

#### Miejsca na podium chronologicznie
Mutru nigdy nie stanął na podium zawodów PŚ.

### Puchar Kontynentalny

#### Miejsca w klasyfikacji generalnej
- sezon 2012/2013: niesklasyfikowany
- sezon 2013/2014: 47.
- sezon 2014/2015: nie brał udziału
- sezon 2015/2016: 38.
- sezon 2016/2017: 72.
- sezon 2017/2018: nie brał udziału
- sezon 2018/2019: nie brał udziału
- sezon 2019/2020: 72.
- sezon 2020/2021: 59.
- sezon 2021/2022: 37.

#### Miejsca na podium chronologicznie
| Nr | Data            | Miejscowość | Konkurencja           | Wynik zwycięzcy | Pozycja | Strata | Zwycięzca        |
| -- | --------------- | ----------- | --------------------- | --------------- | ------- | ------ | ---------------- |
| 1. | 18 grudnia 2021 | Ruka        | Gundersen HS142/10 km | 27:24,4         | 3.      | +40,5  | Andreas Skoglund |

### Letnie Grand Prix

#### Miejsca w klasyfikacji generalnej
- 2014: niesklasyfikowany
- 2015: niesklasyfikowany
- 2016: niesklasyfikowany
- 2017: niesklasyfikowany
- 2018: (41.)[8]
- 2019: (60.)[9]
- 2021: (19.)[10]

#### Miejsca na podium chronologicznie
Mutru nigdy nie stanął na podium zawodów LGP.